# 殷高西路站
殷高西路站位于中华人民共和国上海市寶山区高境镇逸仙路与殷高西路交叉口，是上海地铁3号线的地铁车站。殷高西路站是3号线北延伸段的第一座车站。

## 车站結構

### 车站楼层
| 地上二层 | 侧式站台，右侧开门 | 侧式站台，右侧开门                          | 侧式站台，右侧开门 | 侧式站台，右侧开门 |
|          |                    | █ 3号线 往上海南站（江湾镇）                |                    |                    |
|          |                    | █ 3号线 往江杨北路（长江南路）              |                    |                    |
|          | 侧式站台，右侧开门 |                                             |                    |                    |
| 地面层   | 站厅及出入口       | 1-2出入口、票务服务、自动售票机、人工服务台 |                    |                    |

### 站厅
殷高西路站站厅设在地面层。设有自动售票处、服务中心、安检和进出站闸机和一个卫生间。站厅内设有无障碍直立电梯和两侧楼梯通往两侧站台。此外设有一对西侧站台的电动扶梯，但没有通往东侧站台的电动扶梯。

### 站台
殷高西路站设有两个侧式站台，为3号线使用。其中西侧站台为3号线列车往上海南站站方向列车使用；东侧站台为3号线列车往江杨北路站方向列车使用。每个站台均设有半高屏蔽门和候车座椅，并有2个楼梯通往站厅层，两侧站台中部还设有无障碍电梯通往站厅，电动扶梯则只设在西侧站台。

## 车站出口
殷高西路站共有2个出入口，其中1号口仅供进站，2号口仅供出站，各出入口如下所示：
| 出口编号                      | 出口指示                             | 照片 |
| ----------------------------- | ------------------------------------ | ---- |
| 1 · 出口 · （设有无障碍通道） | 逸仙路，殷高西路（仅供进站）         |      |
| 2 · 出口 · （设有无障碍通道） | 逸仙路，殷高西路，殷高路（仅供出站） |      |
| 图例： 设有无障碍通道         |                                      |      |

## 公交换乘
51、51区间、52、99、116、132、502、552、552区间、713、751、760、810、848、952、宝杨码头专线

## 车站周边
上海交通大学附属中学、宝山区高境镇政府、高境一中

## 车站改造
该站原仅设一个出入口，但因车站客流量较大，乘客出入站极度拥挤，存在安全隐患，2019年车站进行了扩建改造，2020年1月11日，车站新扩建的站厅投入使用，新增站厅总面积约为330平方米，并新设2号出入口，实现进出站分离，但由于车站原有站台站厅限制，车站拥挤状况仍未根本缓解。